# ジョン・ステュアート (1767-1794)

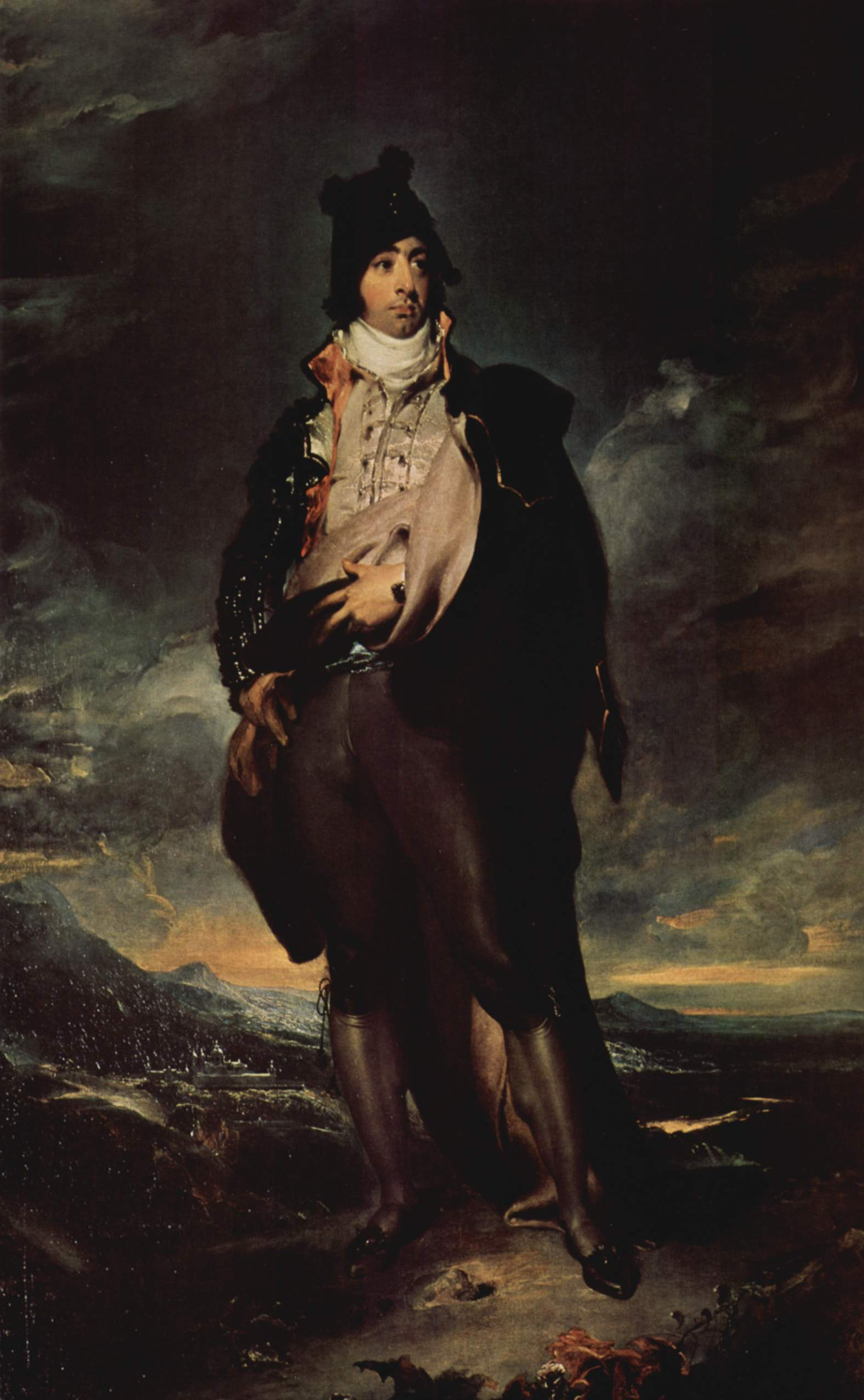
トーマス・ローレンスによる肖像画

マウントステュアート子爵ジョン・ステュアート（英語: John Stuart, Viscount Mountstewart、1767年9月25日 – 1794年1月22日）は、グレートブリテン王国の政治家。ポートランド公爵派ホイッグ党に所属し、1790年から1794年まで庶民院議員を務めた。1792年から1794年までマウントステュアート子爵の儀礼称号を使用した。

## 生涯
初代カーディフ男爵ジョン・ステュアート（1792年に第4代ビュート伯爵、1796年に初代ビュート侯爵）と1人目の妻シャーロット・ジェーン（Charlotte Jane、旧姓ウィンザー（Windsor）、1746年5月7日 – 1800年1月28日、第2代ウィンザー子爵ハーバート・ウィンザーの娘）の息子として、1767年9月25日にグローヴナー・スクエアで生まれた。1775年から1779年までイートン・カレッジで教育を受けた後、トリノで家庭教師の指導を受け、1784年5月27日にケンブリッジ大学セント・ジョンズ・カレッジに入学した。
1789年には次の総選挙でカーディフ選挙区から出馬することが明らかになり、1790年イギリス総選挙で出馬して無投票で当選した。現職議員で野党に属する初代準男爵サー・ハーバート・マックワースは父と合わせて50年以上カーディフ選挙区を代表したが、カーディフ男爵が結婚によりカーディフ城の影響力を掌握したため、マックワースはなす術もなく、議席を奪われた。ステュアートはケンブリッジ大学選挙区からの出馬も打診されたが、これは検討しなかったという。
議会では1791年4月にスコットランドにおける審査法廃止に好意的だとされ、1792年12月にはポートランド公爵派ホイッグ党員とされた。
1791年、グラモーガン民兵隊隊長に就任した。1793年3月14日から1794年1月22日までグラモーガン統監を務めた。
1793年12月に落馬事故を起こし、その1か月後の1794年1月22日にバッシングボーン・ホール（Bassingbourn Hall）で死去、エセックスのスタントン・リヴァーズ（Stanton Rivers）で埋葬された。

## 家族
1792年10月12日、エリザベス・ペネロープ・マクドゥオール＝クライトン（Elizabeth Penelope McDouall-Crichton、1772年11月25日 – 1797年7月25日、第6代ダンフリーズ伯爵パトリック・マクドゥオール＝クライトンの娘）と結婚、2男をもうけた。
- ジョン（英語版）（1793年8月10日 – 1848年3月18日） - 第2代ビュート侯爵
- パトリック・ジェームズ・ハーバート（英語版）（1794年8月25日 – 1859年9月7日） - 庶民院議員。1818年7月13日、ハンナ・ティッグ（Hannah Tighe、庶民院議員ウィリアム・ティッグの娘）と結婚、子供あり[6]